# Jan Mittlöhner
Jan Mittlöhner (1902 – ???) byl československý voják a lyžař.

## Sportovní kariéra
Na I. ZOH v Chamonix 1924 skončil v závodě vojenských hlídek na 4. místě. Startoval v týmu s Josefem Bímem, Karlem Buchtou a Bohuslavem Josífkem.